# Laurent Ciman
Laurent Ciman (prononcé : [tʃiman] en italien, prononcé en français : [simɑ̃]), né le 5 août 1985 à Farciennes en Belgique, est un footballeur international belge qui joue au poste de défenseur.
Aujourd'hui retraité, il s'est reconverti comme entraîneur et consultant sportif .

## Biographie

### Origines et jeunesse
D'origine italienne par ses grands-parents qui proviennent de Vénétie en Italie, Laurent Franco Ciman est né à Farciennes, près de Charleroi.
Avant de rejoindre le Sporting de Charleroi en 1996, Laurent Ciman joue au RFC Farciennes et au RACS Couillet. Sa formation au Sporting de Charleroi est entrecoupée d'un passage de trois ans à l'Olympic Charleroi.

### Carrière en club

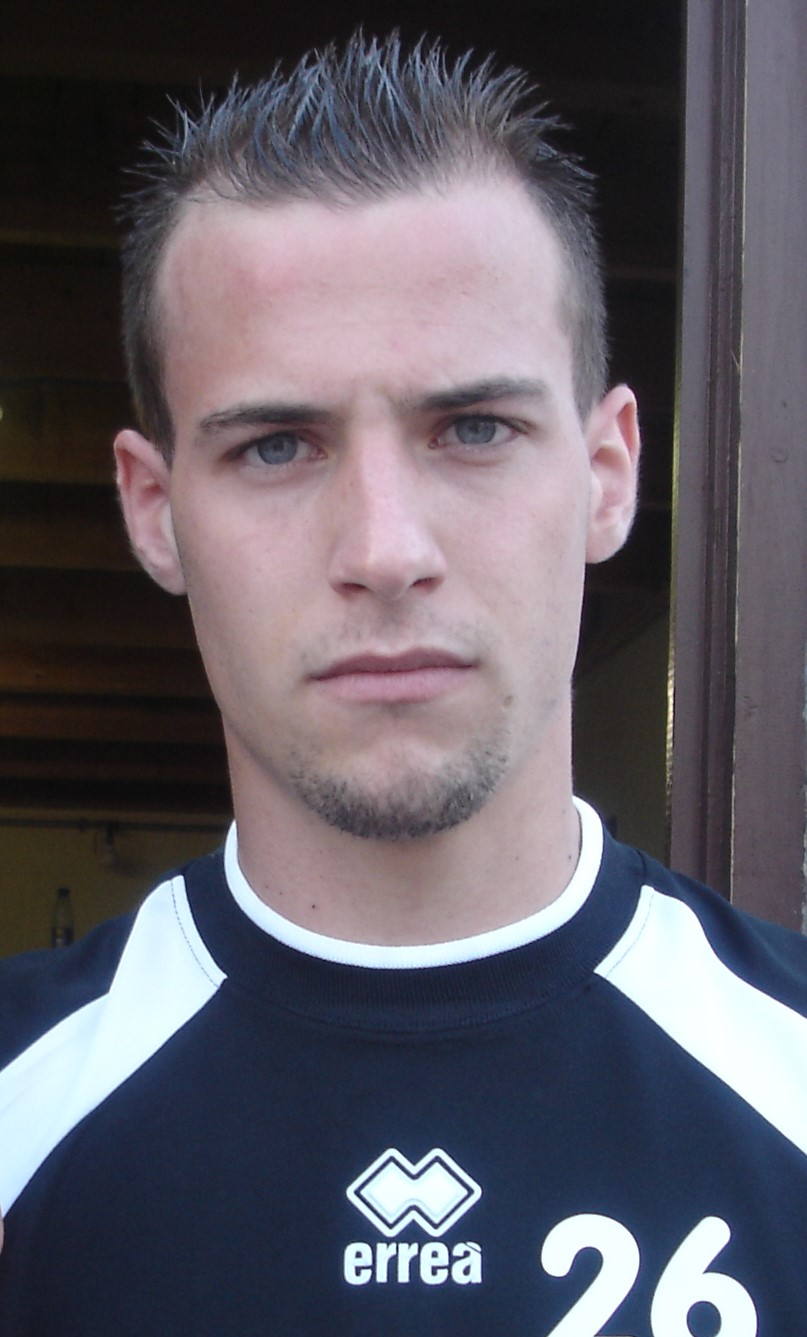
Laurent Ciman avec le Charleroi SC en 2005.

Laurent Ciman est formé au Sporting de Charleroi et rejoint le noyau professionnel en 2004. Il est vite considéré comme un grand espoir du club. En juillet 2005, il est contrôlé positif au cannabis lors d'un match de Coupe Intertoto et il est suspendu deux mois. Ceci ne l'empêche pourtant pas de s'imposer à Charleroi où il devient vite un titulaire indiscutable au centre de la défense. 
Le 14 juin 2008, il signe un contrat de trois ans au FC Bruges où il retrouve son ancien entraîneur, Jacky Mathijssen.
Durant la saison 2009-2010, il est prêté au KV Courtrai. Il y réalise une bonne saison.
De retour de prêt, le Club Bruges KV ne souhaite pas le conserver. Le 16 juin 2010, le Standard de Liège officialise l'arrivée de Laurent Ciman dans ses rangs, club où le nouveau Diable Rouge de 24 ans a signé pour les quatre prochaines saisons, grâce à son agent Jurica Selak. Ce transfert fait partie d'un accord plus large entre les deux clubs, qui inclut le passage de Marcos Camozzato au FC Bruges. Le 13 septembre 2013, alors qu'il a manifesté à plusieurs reprises son envie de quitter le Standard, il prolonge finalement son contrat à Liège jusqu'en 2017.
Le 22 janvier 2015, l'Impact de Montréal annonce sa signature pour trois ans mais sans statut de joueur désigné. Il rejoint la franchise montréalaise à l'issue de sa dernière rencontre à domicile contre le Sporting d'Anderlecht où il marque un but. Son départ pour le Canada est motivé par sa volonté d'offrir un meilleur cadre de vie à sa fille autiste, l'autisme étant mieux compris outre-Atlantique.
Le 24 février 2015, il dispute sa première rencontre sous la tunique montréalaise en quart de finale de la Ligue des champions face au club mexicain de Pachuca (2-2).
Le 11 novembre 2015, il est nommé défenseur de l'année de MLS pour sa première saison dans la ligue.

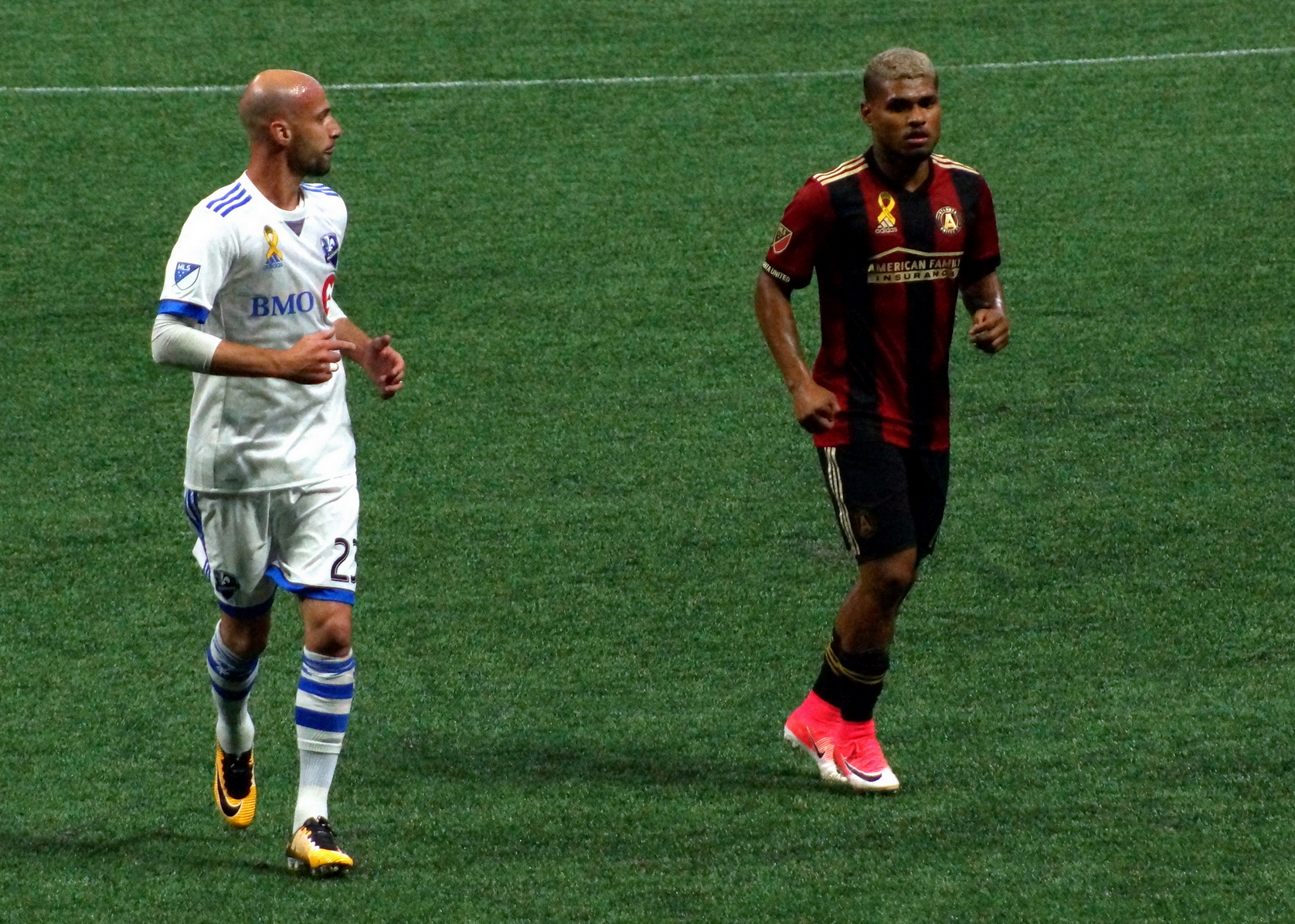
Laurent Ciman avec l'Impact de Montréal, face à Josef Martínez d'Atlanta United en 2017.

Le 13 décembre 2017, il quitte l'Impact pour le Los Angeles FC. Ce transfert passe très mal pour le Belge car il change de club sans avoir son mot à dire. En effet, il est échangé contre Raheem Edwards et Jukka Raitala qui sont venus grossir les rangs de l'Impact. « Mon souhait était de terminer mon contrat et le reste de ma carrière à Montréal. [...] Vous savez pourquoi je suis venu jouer ici [...] » déclare Ciman le jour de sa présentation au LAFC, en référence à sa motivation première d'avoir rejoint Montréal pour permettre à sa fille autiste de grandir et d'être accompagnée au Canada. Cependant, il n'en veut pas à son nouveau club comme il l'explique ensuite, « Je dois d'ailleurs remercier le LAFC pour leur accueil et leur envie. C'est important pour moi ».
Le 28 août 2018, Laurent Ciman signe un contrat de deux ans avec le Dijon FCO mais le 24 décembre 2018, seulement quatre mois après son arrivée, un communiqué du club annonce la résiliation de son contrat. Trois jours après avoir quitté Dijon, le club canadien de MLS Toronto FC annonce avoir engagé le défenseur belge de 33 ans. À l'issue de la saison 2020, son contrat n'est pas renouvelé.

### Carrière internationale
À la fin de la saison 2006-2007, il est sélectionné en équipe nationale pour un match qualificatif pour l'Euro 2008 contre la Finlande, mais il n'a pas joué. Il est également international belge espoir et participe au championnat d'Europe Espoirs 2007 aux Pays-Bas.  Le 19 mai 2010, Georges Leekens, qui fut son entraîneur à Courtrai en début de saison, l'aligne pour la première fois en équipe de Belgique pour le match amical contre la Bulgarie. 
Le 13 mai 2014, il fait partie des 23 diables rouges appelés par Marc Wilmots pour disputer la coupe du monde 2014 au Brésil mais il ne joue pas pendant le mondial barré à son poste par Vincent Kompany, Daniel Van Buyten, Thomas Vermaelen et Nicolas Lombaerts dans l'axe et Toby Alderweireld et Anthony Vanden Borre à droite.
Le 5 juin 2016, il marque son premier but en équipe nationale et permet aux diables rouges de s'imposer 3-2 face à la Norvège. Il est repris dans la sélection belge des 23 joueurs présents à l'Euro 2016 et joue le premier match de la Belgique contre l'Italie au poste d'arrière droit.
En 2018, il est présélectionné par Roberto Martinez à l'occasion de la Coupe du monde en Russie. Par la suite, il est sélectionné en tant que "joker médical" en cas d'inaptitudes de Vincent Kompany et Thomas Vermaelen, blessés à l'époque. Le 16 juin 2018, il quitte la Russie et, dans le même temps, la sélection nationale. Le staff médical indique, en effet, à Roberto Martinez que Vincent Kompany et Thomas Vermaelen sont aptes à disputer la Coupe du monde.

### Carrière d'entraîneur
Le 21 février 2021, il est nommé entraîneur-adjoint du CF Montréal, son ancien club entre 2015 et 2017, en remplacement de Patrice Bernier.
En novembre 2024, il est congédié au terme de la saison. 

### Carrière dans les médias
Le 5 février 2025, il est annoncé qu'il se joint à RDS comme analyste pour la diffusion des matches du CF Montréal.

## Statistiques
| Saison                | Club                  | Championnat           | Championnat | Championnat | Coupe(s) nationale(s) | Coupe(s) nationale(s) | Supercoupe | Supercoupe | Compétition(s) continentale(s) | Compétition(s) continentale(s) | Compétition(s) continentale(s) | Séries | Séries | Belgique | Belgique | Total | Total |
| Saison                | Club                  | Division              | M.          | B.          | M.                    | B.                    | M.         | B.         | Comp.                          | M.                             | B.                             | M.     | B.     | M.       | B.       | M.    | B.    |
| 2004-2005             | Sporting Charleroi    | Jupiler League        | 13          | 0           | 0                     | 0                     | -          | -          | -                              | -                              | -                              | -      | -      | -        | -        | 13    | 0     |
| 2005-2006             | Sporting Charleroi    | Jupiler League        | 18          | 1           | 5                     | 0                     | -          | -          | C4                             | 1                              | 0                              | -      | -      | -        | -        | 24    | 1     |
| 2006-2007             | Sporting Charleroi    | Jupiler League        | 30          | 1           | 1                     | 0                     | -          | -          | -                              | -                              | -                              | -      | -      | -        | -        | 31    | 1     |
| 2007-2008             | Sporting Charleroi    | Jupiler League        | 24          | 0           | 2                     | 0                     | -          | -          | -                              | -                              | -                              | -      | -      | -        | -        | 26    | 0     |
| Sous-total            | Sous-total            | Sous-total            | 85          | 2           | 8                     | 0                     | -          | -          | -                              | 1                              | 0                              | -      | -      | -        | -        | 94    | 2     |
| 2008-2009             | FC Bruges             | Jupiler Pro League    | 16          | 0           | 1                     | 0                     | -          | -          | C3                             | 5                              | 0                              | -      | -      | -        | -        | 22    | 0     |
| 2009-2010             | KV Courtrai (prêt)    | Jupiler Pro League    | 34          | 2           | 4                     | 0                     | -          | -          | -                              | -                              | -                              | -      | -      | 1        | 0        | 39    | 2     |
| 2010-2011             | Standard de Liège     | Jupiler Pro League    | 29          | 1           | 4                     | 0                     | -          | -          | -                              | -                              | -                              | -      | -      | 4        | 0        | 37    | 1     |
| 2011-2012             | Standard de Liège     | Jupiler Pro League    | 27          | 0           | 4                     | 0                     | -          | -          | C1+C3                          | 6                              | 0                              | -      | -      | 3        | 0        | 40    | 0     |
| 2012-2013             | Standard de Liège     | Jupiler Pro League    | 37          | 1           | 1                     | 0                     | 1          | 0          | -                              | -                              | -                              | -      | -      | -        | -        | 39    | 1     |
| 2013-2014             | Standard de Liège     | Jupiler Pro League    | 37          | 3           | 2                     | 0                     | -          | -          | C3                             | 6                              | 1                              | -      | -      | -        | -        | 45    | 4     |
| 2014-2015             | Standard de Liège     | Jupiler Pro League    | 21          | 0           | 1                     | 0                     | -          | -          | C1+C3                          | 4+6                            | 0+1                            | -      | -      | 1        | 0        | 33    | 1     |
| Sous-total            | Sous-total            | Sous-total            | 151         | 5           | 12                    | 0                     | 1          | 0          | -                              | 22                             | 2                              | -      | -      | 8        | 0        | 194   | 7     |
| 2015                  | Impact de Montréal    | MLS                   | 27          | 2           | 4                     | 1                     | -          | -          | LCC                            | 6                              | 0                              | 3      | 0      | 0        | 0        | 40    | 3     |
| 2016                  | Impact de Montréal    | MLS                   | 28          | 0           | 0                     | 0                     | -          | -          | -                              | -                              | -                              | 5      | 1      | 7        | 1        | 40    | 2     |
| 2017                  | Impact de Montréal    | MLS                   | 30          | 0           | 4                     | 0                     | -          | -          | -                              | -                              | -                              | -      | -      | 3        | 0        | 37    | 0     |
| Sous-total            | Sous-total            | Sous-total            | 85          | 2           | 4                     | 1                     | -          | -          | -                              | 6                              | 0                              | 8      | 1      | 10       | 1        | 113   | 5     |
| 2018                  | Los Angeles FC        | MLS                   | 22          | 3           | 2                     | 0                     | -          | -          | -                              | -                              | -                              | -      | -      | 1        | 0        | 25    | 3     |
| 2018-2019             | Dijon FCO             | Ligue 1               | 9           | 0           | -                     | -                     | -          | -          | -                              | -                              | -                              | -      | -      | -        | -        | 9     | 0     |
| 2019                  | Toronto FC            | MLS                   | 17          | 0           | 1                     | 0                     | -          | -          | LCC                            | 2                              | 0                              | 3      | 0      | -        | -        | 23    | 0     |
| 2020                  | Toronto FC            | MLS                   | 12          | 0           | -                     | -                     | -          | -          | -                              | -                              | -                              | -      | -      | -        | -        | 12    | 0     |
| Sous-total            | Sous-total            | Sous-total            | 29          | 0           | 1                     | 0                     | -          | -          | -                              | 2                              | 0                              | 3      | 0      | -        | -        | 35    | 0     |
| Total sur la carrière | Total sur la carrière | Total sur la carrière | 431         | 15          | 25                    | 1                     | 1          | 0          | -                              | 36                             | 2                              | 11     | 1      | 20       | 1        | 524   | 20    |

### But en sélection nationale
| But | Date        | Stade, ville, pays                      | Adversaire | Résultat | Match, compétition |
| --- | ----------- | --------------------------------------- | ---------- | -------- | ------------------ |
| 1er | 5 juin 2016 | Stade Roi-Baudouin, Bruxelles, Belgique | Norvège    | V3-2     | Match amical       |

## Palmarès
Standard de Liège :
- Vainqueur de la Coupe de Belgique en 2011
- Vice-champion de Belgique en 2014

 Impact de Montréal :
- Finaliste de la Ligue des champions de la CONCACAF en 2015

 Toronto FC :
- Vainqueur de la Conférence Est en 2019